# Komatsu
Komatsu Limited (яп. 株式会社小松製作所) — японська машинобудівна компанія. Штаб-квартира — в Токіо. Компанія займала 453 місце в Fortune Global 500 (2011).

## Історія
Заснована в 1921 Меітаро Такеуті і спочатку являла собою будівельну майстерню. Сталося це в результаті відділення створеної в 1917 році компанії Komatsu Iron works Division (що виробляла вугільне і гірське устаткування) від Takeuchi Mining Co. Крім того в сферу діяльності компанії входить будівництво, нерухомість і перевезення вантажів.

## Цікаві факти
- Komatsu — виробник найбільшого бульдозера (D575, використовується зазвичай на вугілляних розрізах).
- Марвін Хімеєр використовував для своєї «боротьби з владою» бульдозер «Komatsu D355A-3».
- компанія виробляє військову техніку, зокрема БМП Тип 89.